# Institut de mathématiques appliquées Keldych
Pour les articles homonymes, voir Keldych.
L'Institut de mathématiques appliquées Keldych (en russe : Институт прикладной математики им. М.В.Келдыша) est un institut de recherche rattaché à l'Académie des sciences de Russie spécialisé dans le domaine des mathématiques appliquées à l'informatique. L'institut situé à Moscou en Russie porte le nom du mathématicien russe Mstislav Keldych. Il résulte d'une scission en 1966 de l'Institut de mathématiques Steklov. Cet ancien département de l'institut Steklov avait été créé en 1953 pour résoudre les problèmes mathématiques complexes soulevés par les programmes nationaux portant sur les missiles balistiques et les applications dans le domaine de l'atome. Pour remplir cet objectif l'institut a développé à l'époque à la fois des équipements informatiques et des logiciels. Il a joué un rôle remarqué dans le domaine de l'exploration spatiale : en 1953 il modélise la descente balistique d'un vaisseau spatial qui sera mise en pratique le 12 avril 1961 par Youri Gagarine lors de son retour sur Terre et en 1957 il calcule les caractéristiques de l'orbite de Spoutnik 1 à l'aide d'un ordinateur en exploitant les paramètres déduits d'observations effectuées par des moyens optiques.